# 古谷巧
古谷巧（ふるや たくみ、1962年 - ）は、日本の撮影監督。日本の愛知県出身。

## 概要
日本大学芸術学部中退後、フリーのカメラマンとして東京都を中心に活動。
北村龍平監督との第一作『VERSUS』を始め、『あずみ』『ゴジラ FINALWARS』『ルパン三世』、三池崇史監督の『クローズZERO』、天願大介監督の『世界で一番美しい夜』『デンデラ』、坂本浩一監督の『大怪獣バトル ウルトラ銀河伝説 THE MOVIE』など。

## 参加作品
- VERSUS（2000年）
- ALIVE（2002年）
- Jam Films（2002年）
- 荒神（2002年）
- 地獄甲子園（2002年）
- あずみ（2003年）
- スカイハイ 劇場版（2003年）
- ゴジラ FINAL WARS（2004年）
- 暗いところで待ち合わせ（2006年）
- クローズZERO（2007年）
- BATON（2009年）
- TAJOMARU（2009年）
- 大怪獣バトル ウルトラ銀河伝説 THE MOVIE（2009年）
- デンデラ（2011年）
- ルパン三世（2014年）
- 魔王（2015年）
- 赤の女王（2015年）
- ZVP（2017年）